# Gastrotheca pseustes
Gastrotheca pseustes är en groddjursart som beskrevs av William Edward Duellman och Hillis 1987. Gastrotheca pseustes ingår i släktet Gastrotheca och familjen Hemiphractidae. IUCN kategoriserar arten globalt som starkt hotad. Inga underarter finns listade i Catalogue of Life.